# الورم العضلي الأملس الوراثي ومتلازمة سرطان الخلايا الكلوية
متلازمة ريد حالة وراثية نادرة تتميز بظهور أورام عضلية ملساء متعددة، أو أورام عضلية ملساء في الرحم. تُأهب هذه المتلازمة للإصابة بسرطان الخلية الكلوية، وترتبط بزيادة خطر الإصابة بساركوما عضلية في الرحم. تحدث المتلازمة نتيجة طفرة في جين مسؤول عن أنزيم فومارات هيدراتاز، ما يؤدي إلى تراكم الفومارات. نمط الوراثة في هذه المتلازمة وراثي سائد.

## العلامات والأعراض
تُصاب جميع النساء تقريبًا بأورام ليفية في الرحم، وتظهر الاضطرابات الجلدية عند حوالي 76% منهن، و10-16% يصبن بأورام كلوية. تميل الأورام الليفية الرحمية إلى الحدوث في سن أصغر ويكون حجمها أكبر وعددها أكثر من بقية النساء، ويمكن تمييزها عن الأورام الليفية المفردة من خلال خصائص نسيجية خاصة مثل النوى ذات الهالات حولها.
يمتاز مظهر الجلد في هذه المتلازمة بعقيدات أو حطاطات غير متناظرة ذات لون بني محمر مع تناسق جيد في الألوان، وتظهر غالبيتها على الأطراف على الرغم من أنها قد تظهر في أي مكان من الجسم بما في ذلك الوجه. قد تتميز هذه المتلازمة أيضًا بظهور ورم عضلي حميد يتميز بأنه مؤلم ويظهر غالبًا خلال العقد الثالث من العمر، قد تنشأ هذه الأورام أيضًا في لفافة دارتوس في كيس الصفن وعضلات الثدي حول الحلمة والعضلات الملساء في الأوعية الدموية (الورم العضلي الوعائي) والرئة.
غالبًا ما يكون سرطان الخلية الكلوية الذي يحدث في سياق هذه المتلازمة من النوع الحليمي (النمط الثاني) ويميل للحدوث بشكل أكثر شيوعًا عند النساء. تظهر هذه الأورام الخبيثة في وقت أبكر من المعتاد بالنسبة لسرطان الخلية الكلوية التقليدي (عادة في العشرينيات والثلاثينيات من العمر) وتكون في مراحل متقدمة عند التشخيص.

## تشخيص
يمكن تأكيد التشخيص عبر طريقتين: اختبار نشاط أنزيم فومارات هيدراتاز في الخلايا الليفية الجلدية المزروعة أو الخلايا اللمفاوية وتأكيد انخفاض نشاطه لأقل من 60%، أو عن طريق الاختبارات الجينية الجزيئية. قد تسمح الخصائص النسيجية للأورام الليفية بوضع التشخيص المبكر في حالة عدم وجود أعراض أخرى.

## العلاج
يمكن علاج الأورام الليفية الرحمية بنفس طرق علاج الأورام الليفية الرحمية التقليدية، وتشمل: العلاج الهرموني والجراحة والتصميم الوعائي للأورام. يجب الانتباه أيضًا لاحتمالية تطور الساركوما العضلية الملساء في الرحم بشكل مستقل عن الأورام الليفية الرحمية، ما قد يؤثر على طريقة العلاج المختارة.
يتطلب الاستعداد للإصابة بسرطان الخلية الكلوية إجراء فحوصات كشف مبكر واستشارة طبيب المسالك البولية.
قد يكون من الصعب علاج الآفات الجلدية لأنها قد تظهر مرة أخرى بعد الرضوض والختان والجراحة، ويمكن للأدوية التي تؤثر على تقلص العضلات الملساء، مثل دوكسازوسين، نتروغليسيرين، نيفيديبين وفينوكسي بنزينامين، قد تخفف الآلام وتساعد في تدبير الحالة. أظهرت بعض الدراسات أن حقن الليدوكائين الموضعي يساعد في تخفيف شدة وتواتر ظهور الأورام العضلية الملساء في الجلد.

## الإنذار
أظهرت مراجعة منهجية أجريت عام 2006 أن متلازمة ريد تؤدي غالبًا لإصابة المريض بسرطان الكلى بين عمر 30 – 50 سنة. يقتل سرطان الكلى حوالي 1 من كل 3 مصابين، ولكن معدلات البقاء على قيد الحياة لمدة 5 سنوات تحسنت بين أعوام 1974-1976 و1995-2000، من 52% إلى 64%.

## تاريخ
وصفت متلازمة الورم العضلي الأملس الوراثي ومتلازمة سرطان الخلايا الكلوية لأول مرة بواسطة ريد وزملائه في عام 1973، واكتشف الارتباط مع الجين المسؤول عن أنزيم فومارات هيدراتاز في عام 2002.
تتوفر قاعدة بيانات لطفرات جين فومارات هيدراتاز، إذ تسبب هذه الطفرات مرضًا عصبيًا خطيرًا يُعرف باسم نقص فوماراز، والذي يرتبط بمجموعة متنوعة من الآفات الخلقية في الدماغ.